# Урбулак
Урбула́к (каз. Үрбұлақ) — село у складі Тюлькубаського району Туркестанської області Казахстану. Входить до складу Баликтинського сільського округу.
Населення — 951 особа (2021; 983 у 2009, 1199 у 1999, 758 у 1989).